# Вечюнай
Вечюнай (лит. Viečiūnai) — местечко в Друскининкайском самоуправлении Алитусского уезда Литвы. Стоит на берегу реки Неман, в 7 километрах от Друскининкая. Административный центр Вечюнайского староства.

## История
Первые упоминания Вечюная относятся к 1629 году. В 2016 году был одобрен дизайн флага и герба города, созданных Арвидасом Каздалисом.

## Население
В 2014 году население местечка насчитывало 1908 человек.
| 1970                           | 1987 | 2001 | 2011 |
| ------------------------------ | ---- | ---- | ---- |
| 689                            | 1548 | 1786 | 1708 |
| 2014                           | -    | -    | -    |
| 1908                           | -    | -    | -    |
| Гистограмма динамики населения |      |      |      |